# Gwiazda Scholza
Gwiazda Scholza (WISE J072003.20−084651.2) – zaćmieniowy układ podwójny gwiazd, znajdujący się około 17–23 lat świetlnych (5,1–7,2 parseków) od Słońca w gwiazdozbiorze Jednorożca, odkryty w 2013 przez Ralfa-Dietera Scholza. Około 70 tysięcy lat temu przeszedł przez Obłok Oorta.

## Charakterystyka
Jedna gwiazda jest czerwonym karłem typu widmowego M9 ± 1, o masie 86 ± 2 MJ. Drugi obiekt jest prawdopodobnie brązowym karłem typu T5 o masie 65 ± 12 MJ. System ma łącznie masę 0,15 M☉. Para okrąża wspólny środek masy, oba ciała dzieli odległość około 0,8 au. System ma obserwowaną wielkość gwiazdową 18,3m i powstał pomiędzy 3 a 10 miliardów lat temu. Z paralaksą 0,166″ znajduje się wśród stu najbliższych Słońcu układów gwiezdnych.

## Przelot w pobliżu Układu Słonecznego
Obliczenia wskazują, że około 70 tys. lat temu układ przeszedł w odległości około 52 tys. au od Słońca, przez zewnętrzny Obłok Oorta. Obiekt miał wtedy obserwowaną wielkość gwiazdową 11,4m i tylko podczas silnych rozbłysków mógł być czasowo widoczny z Ziemi gołym okiem (podobne czerwone karły często przejawiają dużą aktywność). Jest jednym z obiektów, które w przeszłości przeszły najbliżej Słońca, ale jego prędkość była zbyt duża, aby związał się z nim grawitacyjnie.

## Nazwa
Gwiazda została po raz pierwszy dostrzeżona przez astronoma Ralfa-Dietera Scholza i po jego publikacji w listopadzie 2013 w serwisie arXiv zaczęto ją nazywać jego imieniem.